# Квакши (род)
Ква́кши, или древе́сницы (лат. Hyla) — род лягушек из семейства квакш (Hylidae). Обитают в Европе (кроме севера), Турции, на юге Аравийского полуострова, восточной Азии от северо-востока Индии до Вьетнама, острова Хайнань и юга Дальнего Востока, крайнем севере Африки от Марокко до Туниса и на северо-востоке Египта. 

## Классификация
На январь 2023 года в род включают 16 видов:
- Hyla annectans Jerdon, 1870 — Южноазиатская квакша
- Hyla arborea (Linnaeus, 1758) — Обыкновенная квакша, или древесница
- Hyla carthaginiensis Dufresnes, Beddek, Skorinov, Fumagalli, Perrin, Crochet et Litvinchuk, 2019
- Hyla chinensis Günther, 1858 — Китайская квакша
- Hyla felixarabica Gvoždík, Kotlík et Moravec, 2010
- Hyla hallowellii Thompson, 1912 — Рюкюская квакша
- Hyla intermedia Boulenger, 1882
- Hyla meridionalis Boettger, 1874 — Средиземноморская квакша
- Hyla molleri Bedriaga, 1890
- Hyla orientalis Bedriaga, 1890 — Восточная квакша
- Hyla perrini Dufresnes et al., 2018
- Hyla sarda Betta, 1853
- Hyla savignyi Audouin, 1827 — Малоазиатская квакша
- Hyla simplex Boettger, 1901 — Вьетнамская квакша
- Hyla tsinlingensis Liu et Hu, 1966 — Циньлинская квакша
- Hyla zhaopingensis Tang et Zhang, 1984